# Chloroclystis rufulgens
Chloroclystis rufulgens är en fjärilsart som beskrevs av Warren. Chloroclystis rufulgens ingår i släktet Chloroclystis och familjen mätare. Inga underarter finns listade i Catalogue of Life.